# Espiráculo
Un espiráculo (del latín spiraculum, 'respiradero') es un orificio externo con el que cuentan algunos animales, generalmente asociado al sistema respiratorio.

## Vertebrados

### Peces

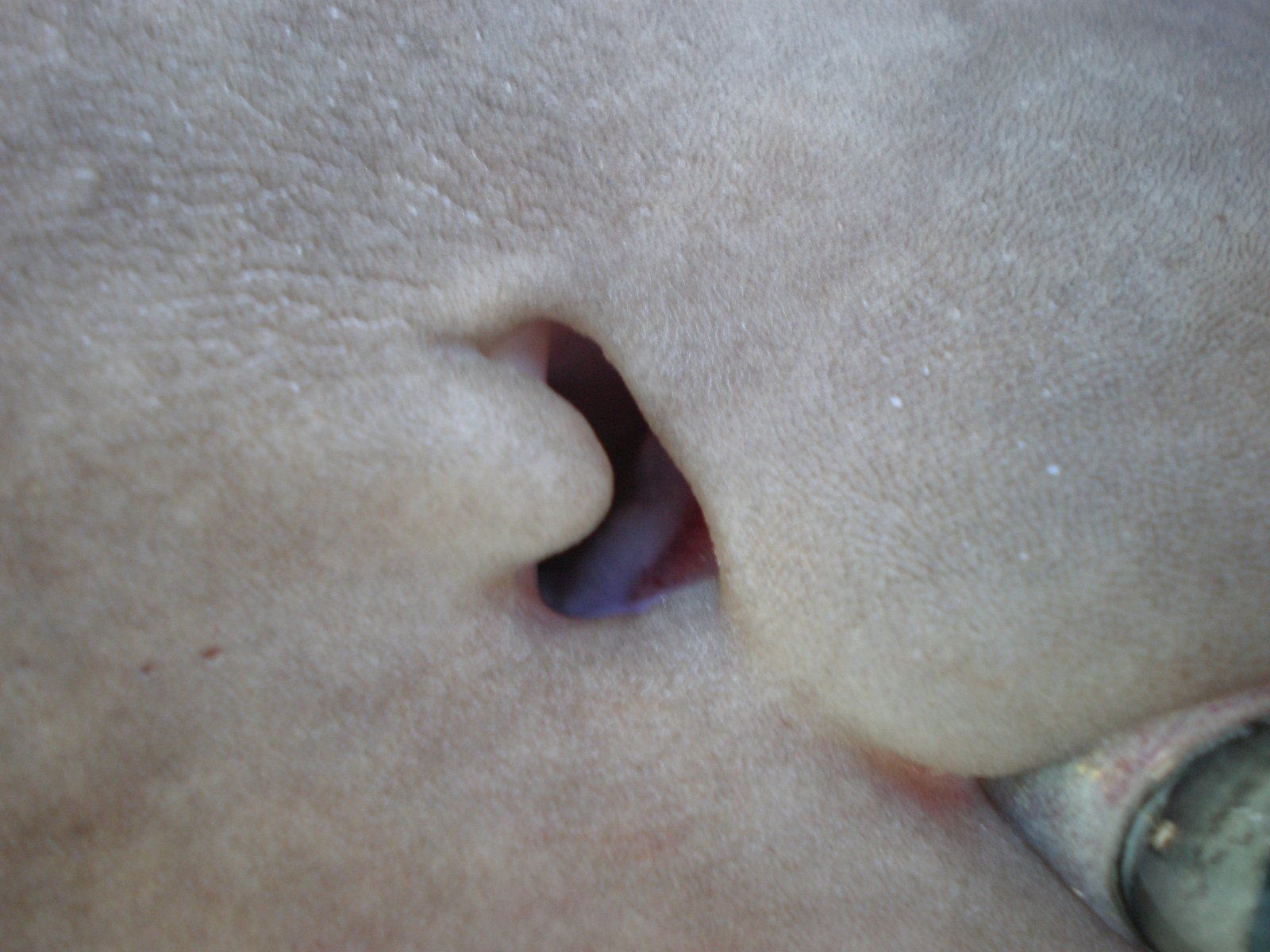
Espiráculo de Squalus bucephalus.

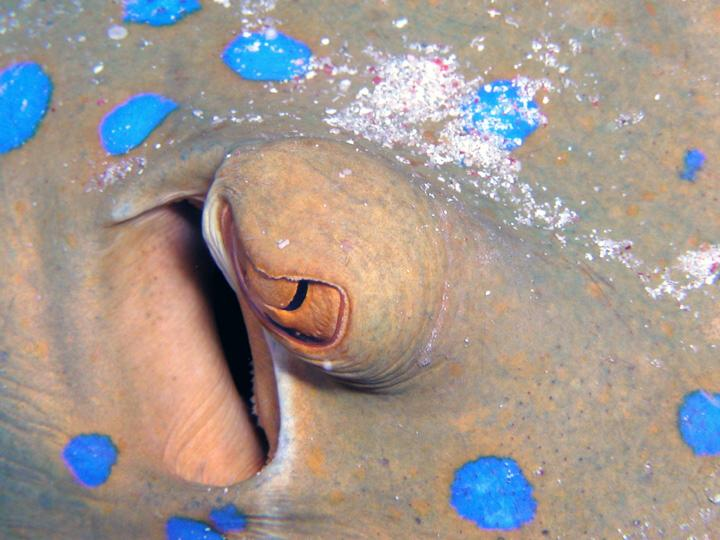
Espiráculo de una raya de arrecife (Taeniura lymma).

El espiráculo es un pequeño orificio o abertura branquial vestigial, inmediatamente anterior al cartílago hiomandibular, de algunos peces. En los primitivos agnatos (peces sin mandíbula), la primera abertura de las branquias inmediatamente detrás de la boca es esencialmente similar a la abertura branquial. El espiráculo se encuentra todavía en todos los peces cartilaginosos (excepto carcarrínidos, esfírnidos y quimeriformes), y en algunos peces óseos primitivos (celacantos, esturiones, peces espátula y bichires). También tiene esta consideración una muesca ótica en el cráneo de los laberintodontos extintos, y se cree que puede estar asociado con la abertura del oído de amniotas y anuros.

### Cetáceos

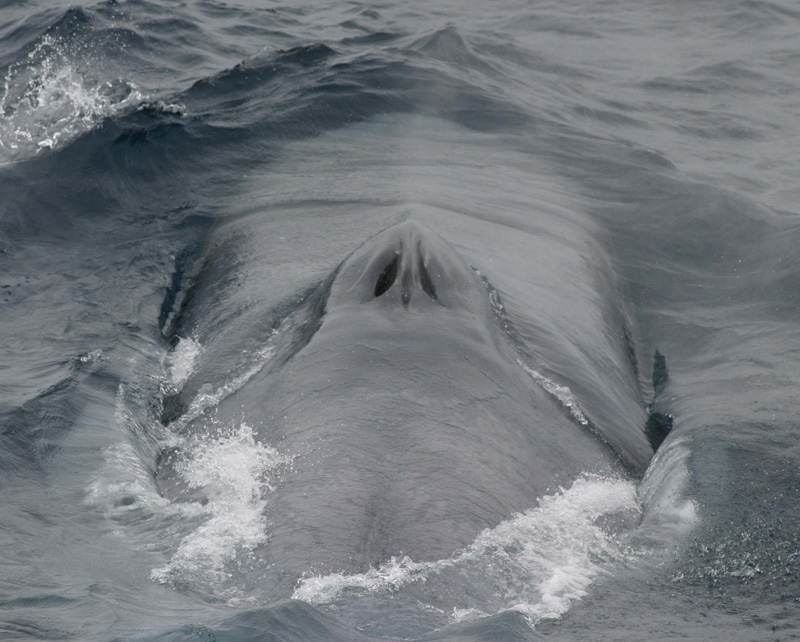
Espiráculo doble, propio de los misticetos. En la foto una ballena azul (Balaenoptera musculus).

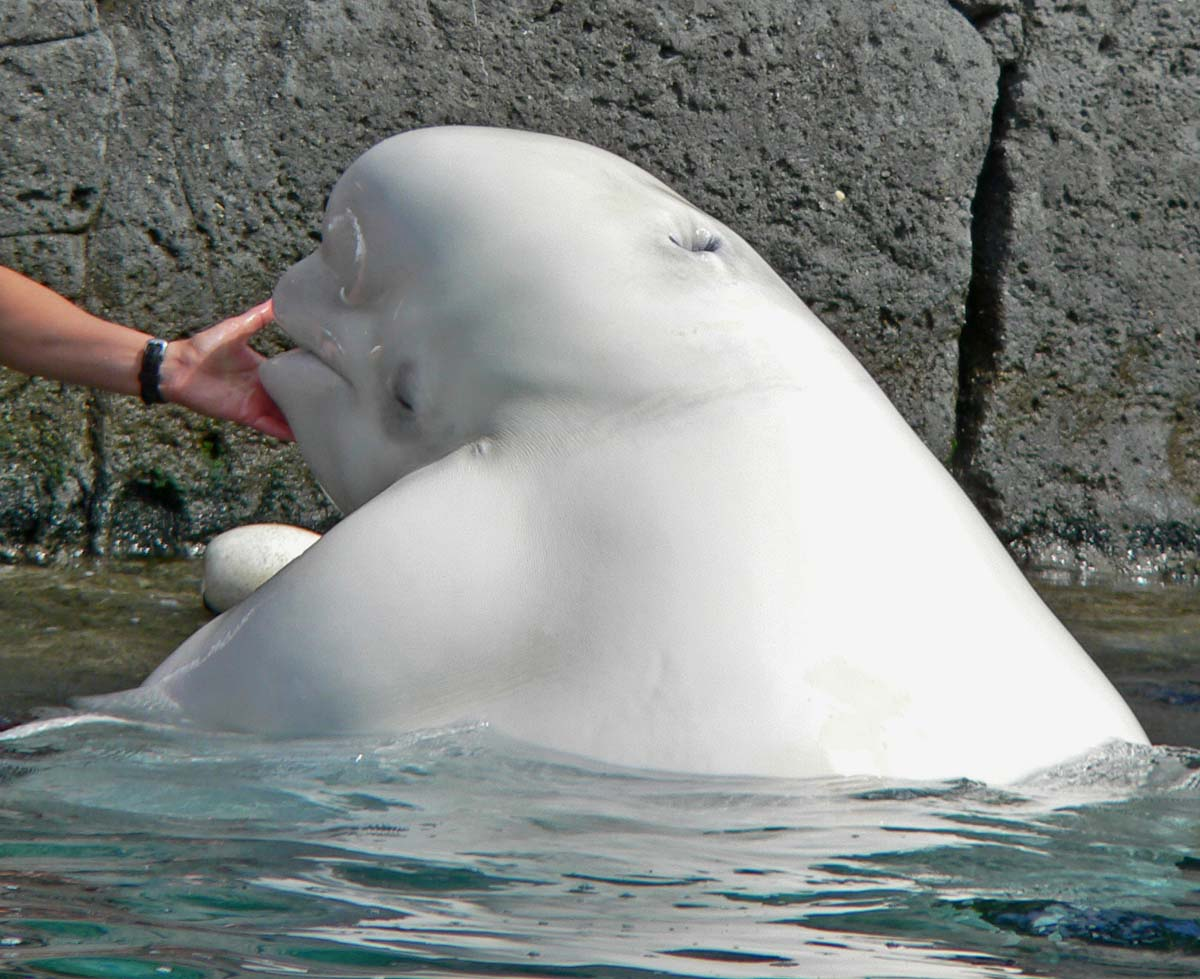
Espiráculo único, propio de los odontocetos. En la foto una beluga (Delphinapterus leucas).

En el caso de los cetáceos, el espiráculo o aventador corresponde a los orificios que se encuentran en la parte superior de la cabeza.
A pesar de su adaptación al agua, al igual que todos los mamíferos necesitan respirar aire y para ello deben emerger periódicamente. Sus espiráculos, o fosas nasales, se sitúan en la parte superior del cráneo. Los odontocetos, o ballenas dentadas, solo tienen uno, mientras que los misticetos, o ballenas barbadas, disponen de dos.
Cuando salen a la superficie y expulsan vapor de agua de los pulmones, éste se condensa y surge un chorro o surtidor claramente visible; en el caso de los misticetos, sus espiráculos dobles son hendiduras longitudinales que convergen hacia delante y se ensanchan posteriormente, lo que hace que su surtidor tenga forma de V. Están rodeados por una cresta carnosa que mantiene el agua alejada mientras la ballena respira en la superficie. El tabique nasal que separa los espiráculos dispone de dos obturadores unidos al tabique, que permite cerrarlos para evitar que les entre agua mientras el animal está sumergido.

## Artrópodos

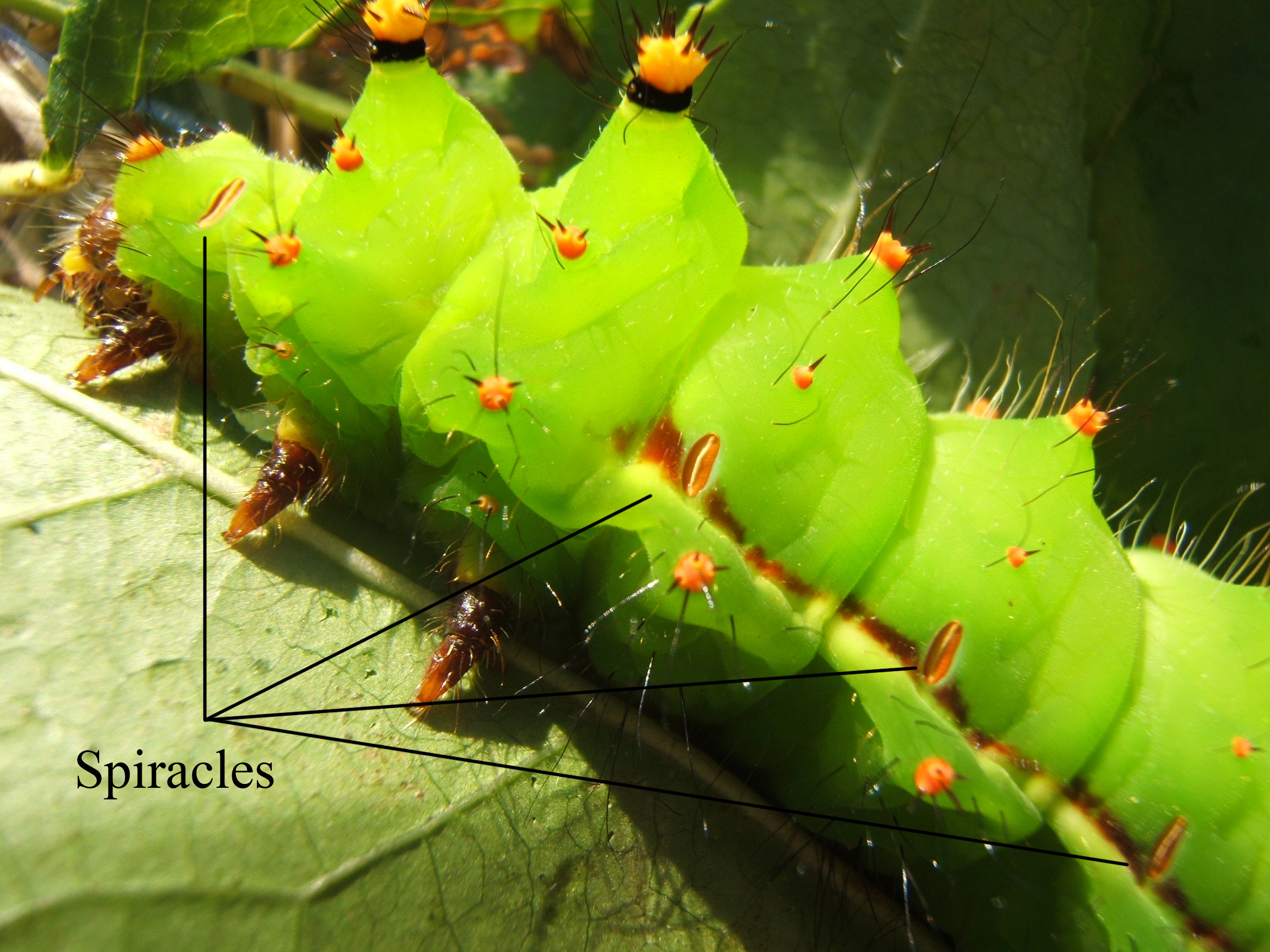
Foto de una larva de mariposa luna de la India (Actias selene) en la que se señalan los espiráculos.

Insectos, miriápodos y algunos arácnidos tienen espiráculos en los laterales de los segmentos torácicos y abdominales a través de los cuales el sistema respiratorio traqueal se conecta con el exterior. En el sistema respiratorio de los insectos, los tubos traqueales entregan oxígeno directamente en los tejidos de los animales. Los espiráculos se pueden abrir y cerrar de manera eficiente para reducir la pérdida de agua; para abrirlos contraen los músculos que rodean el espiráculo y para cerrarlos, el músculo se relaja. El músculo más cercano es controlado por el sistema nervioso central, pero también puede reaccionar a estímulos químicos localizados. Varios insectos acuáticos tienen métodos similares o alternativos de cierre para evitar que el agua entre en la tráquea. El momento y la duración del cierre de los espiráculos pueden afectar las tasas respiratorias del organismo. Los espiráculos también pueden estar rodeados por pelos para disminuir el movimiento de aire en torno a la abertura, y así minimizar la pérdida de agua.